# Minnie Mouse
Minnie Mouse és la companya del Ratolí Mickey, un personatge de Walt Disney i Ub Iwerks. És l'eterna parella de Mickey Mouse creats tots dos el 1928 i juntament amb ell va debutar en Plane Crazy, el 15 de maig de 1928 tot i que va aconseguir l'èxit junt amb Mickey al tercer capítol Steamboat Willie.
La tira còmica de "Mickey Mouse" "The Gleam" (publicada el 19 de gener al 2 de maig de 1942) per Merrill De Maris i Floyd Gottfredson li van donar per primer cop el seu nom complet com a Minerva Mouse, tot i que rarament s'utilitza.
Juntament amb Mickey va ser creats per substituir a Oswald the Lucky Rabbit (Oswald, el conill afortunat) i els secundaris de la seva sèrie. Van ser una gran elecció, ja que els personatges no només van funcionar a la perfecció entre l'audiència de Disney, sinó que amb els anys Mickey es va anar consolidant fins al punt de tindre la seva pròpia entitat i convertir-se en un ídol i inspiració pels nens i adults.
El 22 de juny de 2017, es va anunciar que Minnie, al costat de "Weird Al" Yankovic, Zoe Saldana i Lin-Manuel Miranda, rebrien la seva pròpia estrella al Passeig de la Fama de Hollywood el 2018.

## Orígens
El 1928, Walt Disney i Ub Iwerks van crear Mickey Mouse per actuar en substitució de la seva estrella anterior Oswald the Lucky Rabbit. Però Mickey no podria omplir el lloc sol. Anteriorment, Oswald, abans d'anar els Estudis Universal, tenia un gran potencial per les noies com Miss Rabbit, Miss Cottontail, Fanny així que els creadors van voler substituir aquestes noies per Minnie Mouse, la companya per Mickey Mouse.
Minnie va ser dissenyada amb l'estil d'una noia "garçonne". El seu vestit principal consistia en un vestit curt, que sovint revelava les seves calces. Les seves sabates són probablement el seu article de roba més distintiu. Per un efecte de comèdia, porta sabates de tacó d'una gran dimensió sent massa grans pels seus peus. Els seus talons normalment estan fora de les seves sabates, i les perd sovint. Durant els anys 40 i 50, el seu look i la seva personalitat van començar a ser més conservadores. Minnie sempre portava els colors vermell o rosa, però en les últimes aparicions la podíem veure vestint amb una combinació de blau, blanc o verd (quan no es representava en blanc i negre).
La primera aparició de Minnie va ser a Plane Crazy, que cap productor no va voler distribuir., però no va ser fins al seu tercer dibuix animat Steamboat Willie on van poder debutar el 18 de novembre de 1928 i on es va establir definitivament el look i la personalitat tant d'en Mickey com de la Minnie.

## Història
A la seva primera aparició en una història anomenada “Plane Crazy”, Minnie només lluïa un simples enagos blancs i el seu aspecte era molt semblant a les noies "garçonne" dels anys vint. Amb el temps, el seu dibuix va anat evolucionant i s'ha anat adaptant als nous temps tot i que el seu look més famós és el seu vestit vermell amb punts blancs i sabates grogues que sol lluir en els curtmetratges. Se la caracteritza com a molt femenina i recull gran part dels trets de princesa dels contes, especialment pel fet que Mickey l'ha de rescatar de diversos perills (gats enemics, incendis...). Aquests trets la distingeixen del seu company, amb qui comparteix el disseny bàsic. Els dos protagonistes, Mickey i Minnie han protagonitzat nombroses pel·lícules de dibuixos animats i tenen un talent extraordinari quan ballen i canten. A més a més, Minnie ha fins i tot protagonitzat una sessió de fotografies per a Vogue.
La seva pròxima aparició va ser més significant. Mickey’s Follies (26 de juny de 1929) va destacar per la primera actuació de la cançó "Minnie's Yoo-Hoo". "The guy they call little Mickey Mouse" és una cançó que va establir a Mickey i Minnie com una parella i va ser el tema principal de la parella.

## Parella de Mickey Mouse

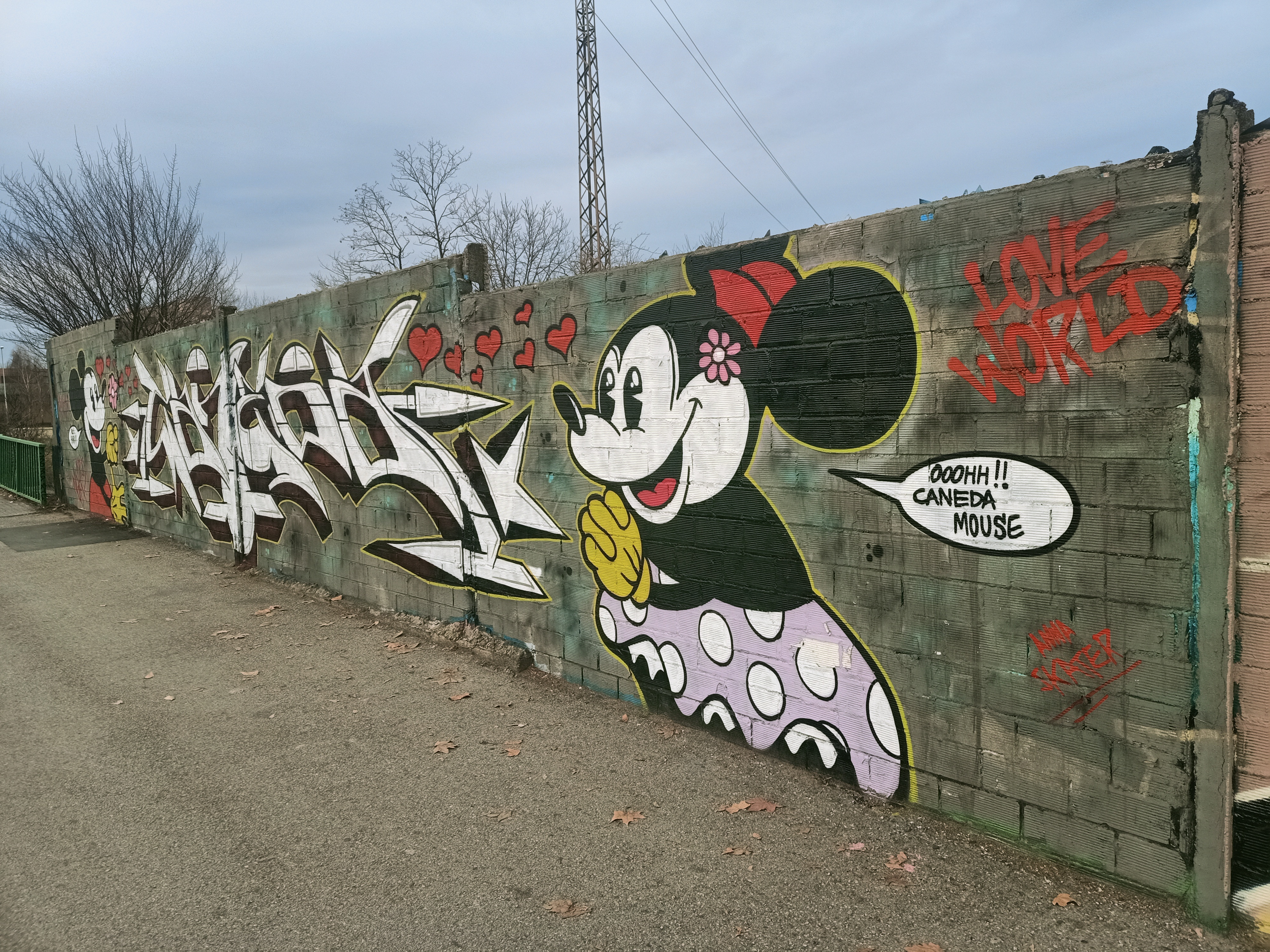
Minnie i Mickey a un graffiti de Vic

Minnie Mouse és la companya sentimental de Mickey Mouse i el seu aspecte físic va tenir molts canvis de la mateixa manera que Mickey Mouse com; el pas dels ulls negres a ulls amb parpelles, de blanc a negre... A la seva primera aparició només portava una faldilla i els seus enagos, mentre que en el segon curt The Gallopin' Gaucho va començar a portar tacons i un barret amb una flor. Aquesta vestimenta l'utilitzaria fins que els ulls de Mickey i ella tinguessin parpelles i llavors Minnie va fer servir un llaç en comptes d'un barret. És de temperament dolç i espantadís, tot i que té mal caràcter quan s'enfada.
Minnie no va tenir molt protagonisme en els curtmetratges. Tan sols apareixia com la companya sentimental de Mickey Mouse i en diverses ocasions era rescatada de Pete Pota de Pal, el gat enemic d'en Mickey Mouse. Mai no ha comptat amb una sèrie pròpia però apareix en diversos episodis i pel·lícules de Disney. El seu personatge s'ha anat adaptant per motius històrics, fent èmfasi en el seu rol de mestressa de casa (i propietària d'animals), de noia jove o d'ajudant del protagonista. Segons les aparicions, és la promesa, l'amiga o la dona d'en Mickey, sense continuïtat cronològica sinó adaptant-se a les exigències del guió (vida domèstica, flirteig, aventures o comicitat).

## Matrimoni
Walt Disney en una entrevista de l'any 1933 «In private life, Mickey is married to Minnie» (en català: «en la seva vida privada, Mickey està casada amb Minnie»). Moltes persones escrivien a Disney preguntant-li per això, ja que en algunes pel·lícules aparentaven estar casats i en d'altres no. L'important per les pel·lícules és que Minnie és la dona que està al seu costat, tant quan es tracta d'històries en les quals Mickey festeja una noia, que sol ser sempre Minnie, o en les quals apareix com a matrimoni.
En la sèrie "House Of Mouse", Mickey menciona el seu aniversari amb Minnie, el que implica que estan casats. També diuen que prefereixen no fer públic el matrimoni entre Minnie i Mickey, ja que eren personatges infantils i els nens els imaginaven de la mateixa edat.

## Introducció d'una animal com mascota
En “The Picnic”, (14 de novembre de 1930) Minnie va presentar a la seva parella al seu nou gos Rover, actualment anomenat Pluto fent la seva primera aparició com un personatge individual.
En alguns curtmetratges, còmics i en alguns episodis de Mickey “Mouse Clubhouse”, Minnie té un gat negre i blanc anomenat Figaro, que va ser originat per la pel·lícula d'animació Disney Pinotxo, i Minnie té un nou ratolí anomenat Sweetie.

## Anys de decadència
Durant la segona meitat dels anys 30, Minnie no va aparèixer tan sovint als dibuixos animats de Mickey. Això va ser a causa de la gran popularitat dels nous companys de Mickey, Goofy, l'ànec Donald i Pluto, l'aparició dels quals en els dibuixos animats de Mickey va anar desplaçant una mica el personatge de Minnie. L'aparició de Minnie en els dibuixos de Mickey va ser començar a ser més petita, però continuava fent papers principals en alguns dibuixos de Pluto i Figaro durant el 1940. Minnie va fer una retornada l'any 1980 quan va ser reintroduïda al “Mickey’s Christmas Carol” i després va tenir el seu propi paper protagonista en “Totally Minnie”.

## Aparicions actuals
- Minnie va retornar a l'animació en Mickey's Christmas Carol (20 octubre de 1983). Va ser escollida com Mrs. Cratchit. Amb molts personatges Disney, ella va tenir una aparició cameo en "Qui ha enredat en Roger Rabbit?" (Who Framed Roger Rabbit) (1988), però al muntatge final no tenia cap línia per dir, tot i que la veu de l'actriu va ser anomenada als crèdits finals.
- Va actuar l'any 1988 en un musical de la televisió especial de la NBC anomenat Totally Minnie i va ser la primera pel·lícula que Minnie va fer com a protagonista. També va aparèixer en una línia de merchandise anomenada "Minnie'n Me" als anys 90. El 18 de setembre de 1990, el CD "Minnie 'n Me: Songs Just For Girls” va ser posada a la venda.
- Minnie Mouse va fer una aparició en cada episodi de Mickey Mouse Clubhouse.
- Minnie va ser veïna en Disney's Toontown Online anomenada Minnie's Melodyland. Això és una àrea amb energia amb accés a Toontown Central, The Brrrgh i Donald's Dreamland.
- Minnie és apta per signar autògrafs i fer-se fotografies durant el dia en diverses localitats del parcs temàtics de Disney d'arreu del món. També apareix en totes les parades que tenen lloc als centres de Disney.
- En el 2013 Mickey Mouse (TV series) Minnie va ser restaurada a l'aspecte clàssic dels seus inicis amb el florit barret i el vestit de noia garçon. Minnie també va guanyar més peculiaritats i, com en els dibuixos antics, va ser subjecte de molta comèdia en els dibuixos com slapstick i gags rubber hose.

## Televisió
En Mickey Mouse Works, finalment ella apareix. Ocasionalment, ella va actuar en curtmetratges Maestro Minnie, en els quals ella dirigeix una orquestra d'instruments.
En House of Mouse, Minnie és l'encarregada de dirigir el club nocturn, mentre que Mickey principalment serveix com un amfitrió.
Minnie va aparèixer en dues sèries per a nens de Playhouse Disney: la sèrie educacional Mickey Mouse Clubhouse, i el derivat de sèries i curtmetratges de “Minnie’s Bow-Toons” on ella corre a “Bow-tique” comercialitzant llaços com els que portava Daisy. En la segona temporada de Bow-Toons ella exposa alta resistència física i balança, capaç d'equilibrar el seu pes en un dit en vertical.
A la sèrie de televisió Mickey Mouse ella exhibeix l'habilitat de sobreviure en fer una vota de 360 graus sobre si mateixa.

## La veu dels actors
Minnie va ser la primera a tenir veu per Walt Disney, qui va ser també la veu original de Mickey Mouse. Marjorie Ralston, es va unir a l'equip d'animació de Disney dels empleats i va tenir veu en un curtmetratge en 1929, però no va ser específic en quin dibuix animat va estar. Després, de 1930 a 1939, ella va passar a tenir la veu de Marcellite Garner. Després, de 1941 a 1942, i en el programa de radio, The Mickey Mouse Theater of the Air, ella va tenir la veu de Thelma Boardman. Seguint això, de 1942 a 1952 Ruth Clifford va ser la veu del personatge. Minnie Mouse podria anar sense diàleg abans de 1986, quan Russi Taylor va heretar el personatge, qui va continuar l'actuació des d'aquell dia fins a la seva mort el 2019 (el seu marit, Wayne Allwine, va posar la veu a Mickey des de 1977 fins a la seva mort en 2009). La successora de Taylor encara no ha estat anunciada.